# X Festival Internacional de la Canción de Viña del Mar
El X Festival Internacional de la Canción de Viña del Mar, o simplemente Festival de Viña del Mar 1969, se realizó del 15 al 28 de enero de 1969, durante 14 días en el anfiteatro de la Quinta Vergara, en Viña del Mar, Chile. Fue animado por César Antonio Santis por segundo año consecutivo, acompañado por Laura Gudack y por el porteño John Smith.
El Canal 13 de Santiago obtuvo los derechos de transmitir la final del certamen de 1969 —inicialmente el Canal 9 instalaría una repetidora en Valparaíso para retransmitir el festival, pero la Superintendencia de Servicios Eléctricos suspendió dicha medida—. En cuanto a la radioemisora la Radio Minería mantuvo ese derecho hasta 1983.

## Artistas invitados
- Dúo Dinámico (15 al 25 de enero)
- Hermanitas Gil (22 al 28 de enero)
- Jimmy Cliff (17 al 24 de enero)
- Julio Iglesias (15 al 28 de enero)
- Enrique Pablucha Venero (15 al 28 de enero) Ganador de la Gaviota de Plata[cita requerida]
- Leonardo Favio (15 y 16 de enero)
- Los Gatos (15 al 21 de enero)
- Milton Cesar (22 al 28 de enero)
- Com's Combo (22 al 28 de enero)
- Jorge Romero (humorista) (15 al 28 de enero)
- Lucho Navarro (humorista) (15 al 28 de enero)
- Mirtha Pérez
- Romuald
- Ricardo Arancibia
- Fórmula 1 (15 al 21 de enero)
- Bárbara y Dick (22 al 28 de enero)
- Bric a Brac (22 al 28 de enero)

## Relevancia histórica
- Por primera vez en la competencia hay dos jurados, uno para la competencia folclórica y el otro jurado es para la competencia internacional.
- Se estrena el galardón de la "Gaviota Blanca" (más tarde conocida como la Gaviota de Plata) diseñado por el arquitecto ítalo-chileno Claudio Di Girólamo, que reemplaza a los galardones, la lira y el arpa de oro.
- Por primera vez que el festival se realizó en el mes de enero y no en febrero como fuese de costumbre.
- Por primera vez una intérprete de habla inglesa participó en la competencia internacional: la estadounidense Nan Pearlman con su tema «Now that I am gone» del compositor Erich Bulling.
- Es primera vez que el cantante y compositor español Julio Iglesias se presenta en la Quinta Vergara con su tema conocido en ese entonces «La vida sigue igual», después de su paso por este festival logró ser un autor de la talla y éxito mundial; las fanáticas chilenas fueron las primeras en pedirle autógrafos en su historia artística.[3]
- Son nueve voces del "Coro de Cámara de la Universidad Católica de Valparaíso" los que acompañan a los artistas.
- En la dirección orquestal debutan Valentín Trujillo y Saúl San Martín.

## Jurado internacional
- Pipo Mancera
- Paulo Tapajoz
- Raúl Matas
- Miguel de los Santos
- Gianluigi Pezza
- Guillermo Vásquez Villalobos
- Kiko Ledgard

## Jurado folclórico
- Luis Sigall (Municipalidad de Viña del Mar)
- Tomás Eastman (Municipalidad de Viña del Mar)
- Pedro Moraga
- Luis Muñoz
- Juan da Silva (Radio Minería)
- Miriam de González
- Rubén Nouzelles
- Porfirio Díaz
- Luis Salinas
- Elsa Squadritto
- Roberto Sapiain

## Competencias
Internacional
- 1.er lugar:  Chile, «Mira, mira», de Scottie Scott, interpretada por Gloria Simonetti.
- 2.do lugar: «De qué me sirve», de Lucy Mohor, interpretada por Verónica Hurtado.
- 3.er lugar: «Terminó», de Isabel Almeyda, interpretada por Sergio Lillo.
- Resto de competidores:
  - «El sol, el azul y las rosas», de Scottie Scott, interpretada por Silverio.
  - «Now that I'm gone», de Erik Bulling, interpretada por Nan Pearlman.
  - «Hombre nuestro», de Guillermo Vivanco, interpretada por Mauricio Dante.
  - «Viento del mar», de Octavio Espinoza, interpretada por Rita Góngora.
  - «Tanto para mí», de Enrique Lagos, interpretada por Osvaldo Díaz.
  - «Cuando aquella tarde», de Zita Müller y Lucía Edwards, interpretada por Carmen Barros.

Folclórica
- 1.er lugar: «Cuando tomo la guitarra», de Orlando Muñoz y Alsino Fuentes, interpretada por Los Alfiles Negros.
- 2.do lugar: «Atacama en San Pedro», de Kiko Álvarez, interpretada por Conjunto Los de la Escuela.
- 3.er lugar: «Voy a bailar pericona», de Orlando Muñoz y Alsino Fuentes, interpretada por Los Alfiles Negros.
- Resto de competidores:
  - «Cuarteador de madrugada», de Sofanor Tobar, interpretada por Quinteto Antail.
  - «Los pajaritos», de Óscar Olivares, interpretada por Las Consentidas.
  - «Fiesta chilena», de Alberto Lambertucci, interpretada por Quinteto Antail.
  - «Con bombo, quena y charango», de Richard Rojas, interpretada por Conjunto Lonquimay.
  - «La mensajera», de Richard Rojas, interpretada por Conjunto Lonquimay.
  - «Cuando quieras», de Ricardo Jara Lorca, interpretada por Gladys Briones.
  - «La llorona de los ríos», de Richard Rojas, interpretada por Conjunto Lonquimay.
  - «La guerrera del amor», de Richard Rojas, interpretada por Conjunto Lonquimay.